# Mickey McConnell
Richard Barton "Mickey" McConnell (Mesa, Arizona, 14 de abril de 1989) es un baloncestista estadounidense que pertenece a la plantilla del ÉB Pau-Orthez de la Pro A francesa. Con 1,83 metros de estatura, juega en la posición de base.

## Trayectoria deportiva

### Universidad
Jugó cuatro temporadas con los Gaels del Saint Mary's College of California, en las que promedió 10,0 puntos, 1,8 rebotes y 3,8 asistencias por partido. En sus dos últimas temporadas fue incluido en el mejor quinteto de la West Coast Conference, y en 2011 además elegido Jugador del Año de la conferencia, tras promediar 16,4 puntos y 6,1 asistencias, convirtiéndose en el mejor pasador de la WCC.

#### Estadísticas
| Año     | Equipo             | PJ | PT | MPP  | %TC  | %3P  | %TL  | RPP | APP | ROB | TPP | PPP  |
| ------- | ------------------ | -- | -- | ---- | ---- | ---- | ---- | --- | --- | --- | --- | ---- |
| 2007–08 | Saint Mary's Gaels | 21 | 0  | 6.4  | .333 | .300 | .455 | 0.5 | 0.9 | 0.0 | 0.1 | 1.0  |
| 2008–09 | Saint Mary's Gaels | 35 | 13 | 21.3 | .421 | .405 | .743 | 1.3 | 2.1 | 0.6 | 0.1 | 5.4  |
| 2009–10 | Saint Mary's Gaels | 34 | 34 | 36.1 | .508 | .510 | .841 | 2.4 | 5.1 | 1.5 | 0.2 | 13.8 |
| 2010–11 | Saint Mary's Gaels | 34 | 34 | 37.0 | .504 | .456 | .887 | 2.5 | 6.1 | 1.2 | 0.2 | 16.4 |

### Profesional
Tras no ser elegido en el Draft de la NBA de 2011, fichó por el Aurora Basket Jesi de la Legadue italiana, de donde fue traspasado al Scaligera Basket Verona, donde jugó una temporada en la que promedió 13,0 puntos y 2,9 asistencias por encuentro.
Regresó a su país en 2013 para jugar con los Texas Legends de la NBA D-League, donde promedió 10,2 puntos y 6,4 asistencias. Regresó al año siguiente a Europa para jugar en el Telekom Baskets Bonn de la liga alemana. Allí jugó una temporada, en la que promedió 8,6 puntos y 3,8 asistencias por partido en la liga de aquel país.
En 2015 fichó por el Champagne Châlons Reims Basket de la liga francesa, conde completó una temporada en la que promedió 13,0 puntos y 5,6 asistencias por partido.
En julio de 2016 fichó por el Río Natura Monbus de la Liga ACB española.